# Lloyd Bochner
Lloyd Bochner (Toronto, 29 de julio de 1924 - Santa Mónica, 29 de octubre de 2005) fue un actor canadiense, especializado en la interpretación de personajes tranquilos, afables y adinerados.

## Carrera

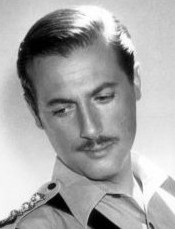
Lloyd Bochner (1961).

A los 11 años, Bochner empezó su carrera en programas de radio en Ontario. Cosechó dos Premios Liberty, el mayor galardón a la interpretación dado en Canadá, por su trabajo en el cine y teatro canadienses. En 1951 se trasladó a Nueva York, y actuó en series televisivas como One Man's Family y Kraft Television Theatre. En 1960, Hollywood le llamó para darle un papel protagonista en la serie Hong Kong. Pocos años después interpretó uno de sus papeles más conocidos, el de un científico intentando descifrar un texto alienígena en el episodio "To Serve Man" (1962), perteneciente a la serie The Twilight Zone, episodio parodiado en parte por él mismo en la comedia de 1991 The Naked Gun 2½: The Smell of Fear. A lo largo de los años Bochner siguió haciendo una gran variedad de papeles en el cine y la televisión, desde un brujo en Bewitched o un doctor homosexual en la película televisiva de 1977 Terraces, al ofensivo marido guionista de Pia Zadora en el film The Lonely Lady.

## Papeles importantes
Un papel típico y muy famoso de Bochner fue el de Cecil Colby en Dynasty. Pocos años después, Bochner planeó protagonizar el drama Santa Barbara, pero un ataque cardíaco le impidió trabajar en la serie. Siguió actuando en series televisivas en las siguientes décadas, haciendo con frecuencia trabajo de doblaje: para la versión animada de Batman: La serie animada y Las nuevas aventuras de Batman. En 1998 Bochner fue cofundador del Comité para el Fin de la Violencia, diseñado para estudiar el impacto de las imágenes violentas en la cultura. También fue activo en la Asociación de Artistas Canadienses de Radio y Televisión.
Se unió al Festival Stratford de Canadá en su primera temporada en 1953. Durante los seis años que permaneció ligado al mismo, interpretó a Horacio en Hamlet, a Orsino en Twelfth Night y al Duque Vincentio en Measure For Measure, junto a James Mason.

## Vida familiar
Estuvo casado con Ruth Bochner. El matrimonio duró hasta la muerte de él en 2005. Tuvieron tres hijos – Hart Bochner (actor que también dio voz a personajes de Batman), Paul, y una hija, Johanna Courtleigh Archivado el 28 de septiembre de 2007 en Wayback Machine.. Bochner falleció el 29 de octubre de 2005, a causa de un cáncer, a los 81 años, en su casa de Santa Mónica, California.

## Filmografía seleccionada
- The Night Walker (1964)
- Harlow (1965)
- Sylvia (Silvia) (1965)
- Point Blank (A quemarropa) (1967)
- Ulzana's Raid (La venganza de Ulzana) (1972)
- The Man in the Glass Booth (1975)